# شيم نا-إيون
شيم نا-إيون ((هانغل: 심나연); مواليد 1987)، تُعرف أيضًا باسم سيم نا يون، وهي مخرجة كورية جنوبية عرفت بإخراج المسلسل التلفزيوني ما وراء الشر (2021)، الأم الطيبة السيئة (2023)، فتى جيد (2025).

## أعمالها
| عام  | عنوان                                          | ملاحظة     | المراجع       |
| ---- | ---------------------------------------------- | ---------- | ------------- |
| 2016 | مرآة الساحرة                                   | أخرج مشترك | [ 4 ]         |
| 2016 | رائع                                           | أخرج مشترك | [ 5 ]         |
| 2017 | مدرس هيب هوب (드라마페스타 - 힙한선생)         | دراما خاصة | [ 6 ]         |
| 2017 | ذكرى هان يو-ريوم (드라마페스타- 한여름의 추억) | دراما خاصة | [ 7 ]         |
| 2019 | لحظة في الثامنة عشرة                           |            | [ 8 ] [ 9 ]   |
| 2021 | ما وراء الشر                                   |            | [ 10 ] [ 11 ] |
| 2023 | الأم الطيبة السيئة                             |            | [ 12 ] [ 13 ] |
| 2025 | فتى جيد                                        |            | [ 14 ]        |

## الجوائز
| حفل توزيع الجوائز     | السنة | فئة        | مرشح / العمل       | نتيجة | المراجع       |
| --------------------- | ----- | ---------- | ------------------ | ----- | ------------- |
| جوائز بايكسانغ للفنون | 2021  | أفضل دراما | ما وراء الشر       | فوز   | [ 15 ] [ 16 ] |
| جوائز بايكسانغ للفنون | 2021  | أفضل مخرج  | ما وراء الشر       | رُشِّح   | [ 17 ] [ 18 ] |
| جوائز بايكسانغ للفنون | 2024  | أفضل دراما | الأم الطيبة السيئة | رُشِّح   | [ 19 ] [ 20 ] |

## روابط خارجية
- شيم نا-إيون في هانسينما
- شيم نا-إيون في قاعدة بيانات الأفلام على الإنترنت